# Joan Perry

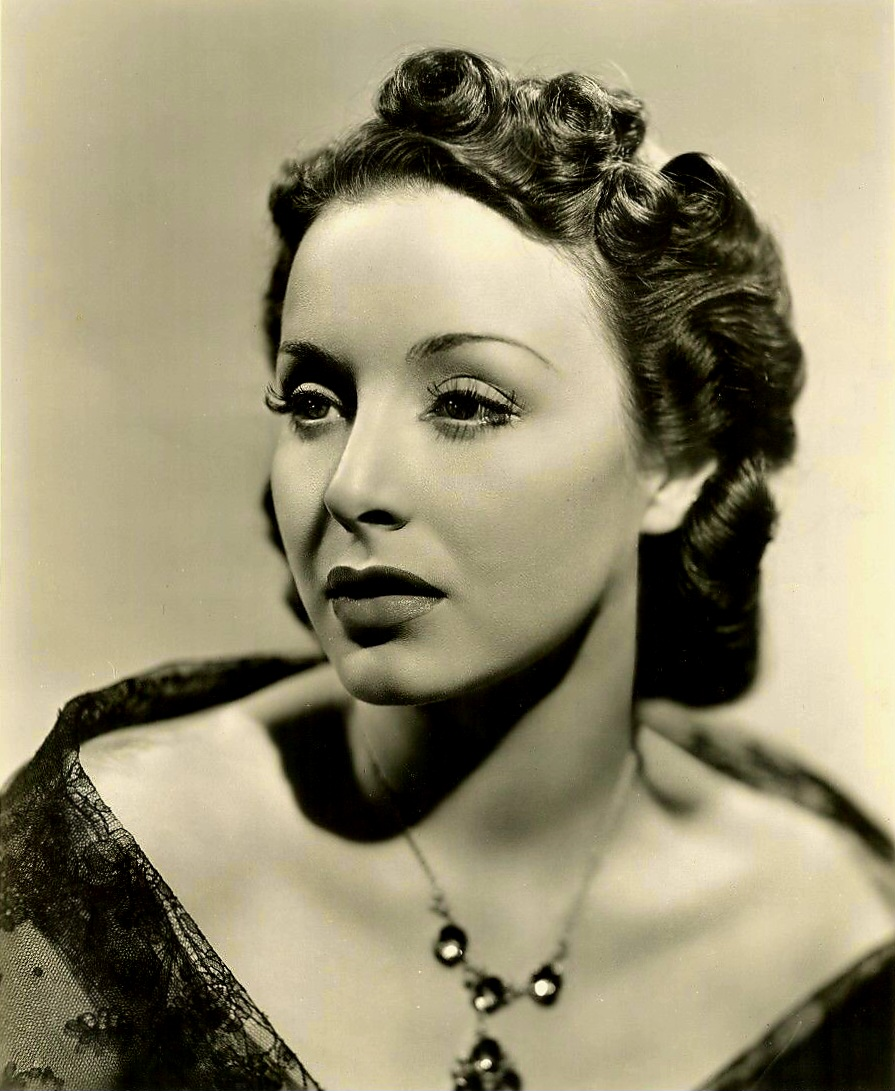
Joan Perry (1938)

Joan Perry (* 7. Juli 1911 in Pensacola, Florida als Elizabeth Rosiland Miller; † 16. September 1996 in Montecito, Kalifornien) war eine US-amerikanische Schauspielerin.

## Leben
1935 ging Elizabeth Miller nach Hollywood und unterschrieb einen Vertrag mit Columbia Pictures. Dort trat sie in mehreren Filmen auf und arbeitete unter anderem mit Ralph Bellamy, Melvyn Douglas und Lew Ayres. Schließlich fiel sie dem Studiomogul Harry Cohn ins Auge, der Perry zur Ehefrau wollte. Nach Columbia ging Joan zu Warner Brothers, wo sie in einer Handvoll Filme mitwirkte. Am  31. Juli 1941 heiratete sie Harry Cohn, den Studioboss von Columbia Pictures. Anschließend zog sie sich aus dem Filmgeschäft zurück. Nach Cohns Tod im Jahr 1958 heiratete sie im folgenden Jahr Harry Karl, die Ehe wurde allerdings schon nach wenigen Monaten geschieden. In dritter Ehe war sie zwischen 1968 und 1972 mit Laurence Harvey verheiratet.

## Filmografie
- 1935: Gallant Defender
- 1935: Case of the Missing Man
- 1935: Heir to Trouble
- 1936: Counterfeit Lady
- 1936: Blackmailer
- 1936: Meet Nero Wolfe
- 1936: Shakedown
- 1936: The Mysterious Avenger
- 1936: Dangerous Intrigue
- 1937: The Devil Is Driving
- 1938: Start Cheering
- 1939: Good Girls Go to Paris
- 1939: Blind Alley
- 1940: The Lone Wolf Strikes
- 1941: Nine Lives Are Not Enough
- 1941: International Squadron
- 1941: Bullets for O’Hara
- 1941: Strange Alibi
- 1941: Maisie Was a Lady

## Weblink
- Joan Perry bei IMDb

| Personendaten    | Personendaten                              |
| ---------------- | ------------------------------------------ |
| NAME             | Perry, Joan                                |
| ALTERNATIVNAMEN  | Miller, Elizabeth Rosiland (Geburtsname)   |
| KURZBESCHREIBUNG | US-amerikanische Schauspielerin            |
| GEBURTSDATUM     | 7. Juli 1911                               |
| GEBURTSORT       | Pensacola, Florida, Vereinigte Staaten     |
| STERBEDATUM      | 16. September 1996                         |
| STERBEORT        | Montecito, Kalifornien, Vereinigte Staaten |